# Manmohan Singh

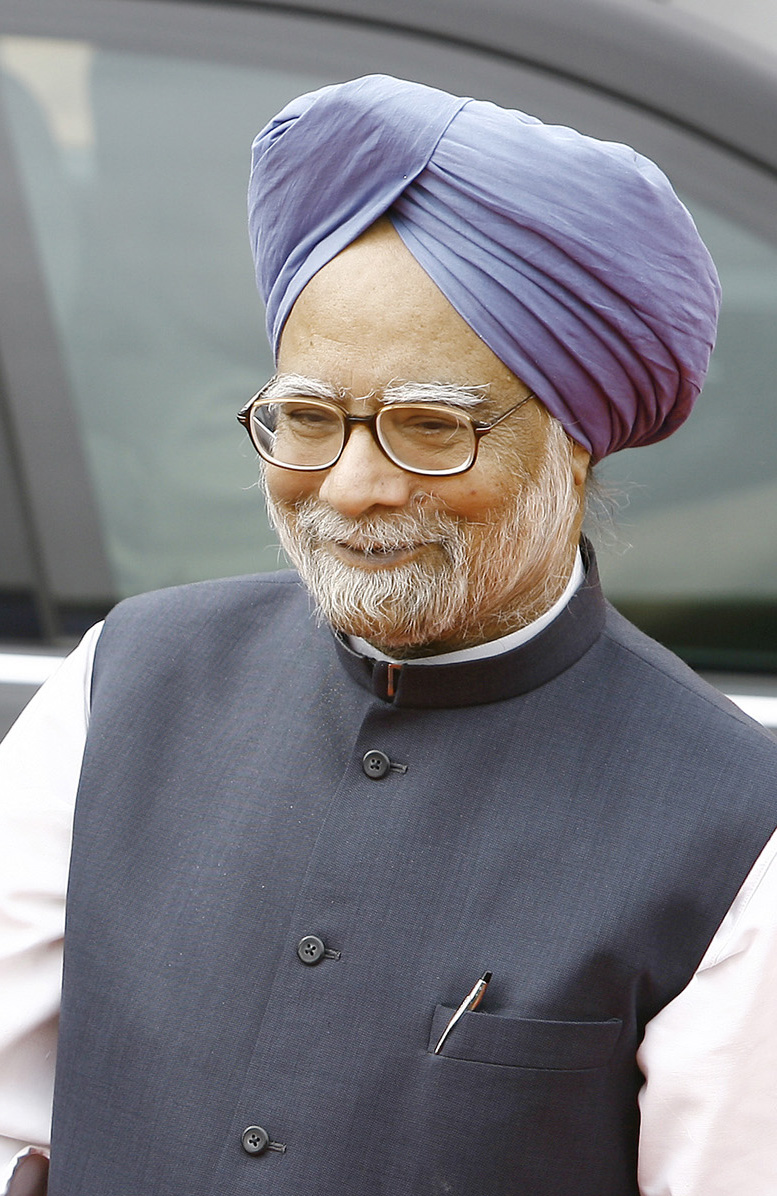
Prim-ministrul Indiei, Manmohan Singh.

Manmohan Singh (în hindi मनमोहन सिंह, în punjabă ਮਨਮੋਹਨ ਸਿੰਘ; n. 26 septembrie 1932, Gah⁠(d), India Britanică, Pakistan – d. 26 decembrie 2024, New Delhi, Teritoriul Capitalei Naționale Delhi⁠(d), India) a fost un om politic indian, care a îndeplinit funcția de prim ministru al Indiei în perioada 2004-2014.